# Rise (singolo The Rasmus)
Rise è un singolo del gruppo musicale finlandese The Rasmus, pubblicato il 10 giugno 2022 come secondo estratto dall'omonimo album.

## Descrizione
Il brano è stato scritto dal frontman Lauri Ylönen insieme a Desmond Child e ha come tema principale la lotto contro la depressione, citando la pandemia di COVID-19 come la goccia che ha fatto traboccare il vaso per molte persone con problemi di salute mentale.

## Video musicale
Il video, reso disponibile con il lancio del singolo, è stato diretto da Heikki Slåen e mostra il gruppo eseguire il brano circondato da vari ballerini.

## Tracce
1. Rise – 3:54